# Hexapathes
Genre
Hexapathes est un genre de coraux noirs de la famille des Cladopathidae.

## Systématique
Le genre Hexapathes a été créé en 1910 par le biologiste japonais Kumao Kinoshita (d) (1881-1947) avec comme espèce type Hexapathes heterosticha,.

## Liste des espèces
Selon World Register of Marine Species (11 décembre 2022) :
- Hexapathes alis Molodtsova, 2006
- Hexapathes australiensis Opresko, 2003
- Hexapathes bikofskii Horowitz, 2022
- Hexapathes heterosticha Kinoshita, 1910
- Hexapathes hivaensis Molodtsova, 2006

## Publication originale
- (en) Kumao Kinoshita, « On a New Antipatharian Hexapathes heterosticha n. gen. and n. sp. », Annotationes zoologicae Japonenses, Tokyo (d), Inconnu, vol. 7, no 4,‎ 21 octobre 1910, p. 231-234 (ISSN 0003-5092, OCLC 1481445, lire en ligne).